# El-Entag El-Harby
El-Entag El-Harby (arabsky الانتاج الحربي) je egyptský fotbalový klub hrající v Egyptské Premier League. Klub hraje své domácí utkání na káhirském stadionu Al-Salam Stadium s kapacitou pro 30 000 diváků. Do egyptské nejvyšší ligy poprvé postoupil v roce 2009.